# Codi M
Codi M (títol original, Code M) és una pel·lícula neerlandesa de 2015 dirigida per Dennis Bots. S'ha doblat al català.
El film segueix la Isabel, una nena d’11 anys que inicia la recerca de l'espasa de D'Artagnan, l'antic líder dels Tres Mosqueters. Seguint la tradició familiar instaurada pel seu avi, la Isabel, juntament amb el seu cosí Rick i el seu amic Jules, es veu immersa en una perillosa expedició per trobar l'arma desapareguda des de fa segles. Guiats per un misteriós codi, el grup explora antigues cases i castells mentre descobreixen que no són els únics que busquen la relíquia. En la seva missió, la Isabel no només haurà de demostrar coratge i determinació, sinó que també intentarà protegir el seu avi i reunir la seva família.